# Hans-Ola Ericsson
Pour les articles homonymes, voir Ericsson (homonymie).
Hans-Ola Ericsson est un organiste, compositeur et pédagogue suédois né le 19 juillet 1958 à Stockholm.

## Biographie
Hans-Ola Ericsson naît le 19 juillet 1958 à Stockholm.
Il étudie dans sa ville natale, puis à Fribourg-en-Brisgau, aux États-Unis et à Venise. Il travaille notamment avec Torsten Nilsson, Klaus Huber, Brian Ferneyhough, Edith Picht-Axenfeld, Zsigmond Szathmáry (en) et Luigi Nono.
Comme interprète, Hans-Ola Ericsson mène une carrière internationale d'organiste et se distingue en enregistrant pour le label BIS l'intégrale de la musique d'orgue d'Olivier Messiaen,.
En 1990, il reçoit le prix de musique Kranichsteiner.
Comme pédagogue, Ericsson est notamment professeur au Conservatoire de Piteå à partir de 1989, donne des cours à Darmstadt en 1990, est nommé en 1996 professeur invité permanent à la Hochschule für Künste (en) de Brême, puis devient le successeur de John Grew comme professeur et titulaire de la chaire d'orgue et de musique religieuse à l'école de musique Schulich de l'université McGill entre 2011 et 2020,,.
Il est lauréat en 1999 du prix d'interprétation de la Société suédoise des compositeurs et est membre de l'Académie royale suédoise de musique depuis 2000.